# Willem Banning
Willem Banning (Makkum, 21 februari 1888 – Driebergen, 7 januari 1971) was een Nederlands predikant, theoloog en vooraanstaand religieus-socialist. Hij was aanjager van de naoorlogse vernieuwing in de Nederlands Hervormde kerk en medeoprichter van de PvdA.

## Levensloop

### Opleiding en beroep
Banning was afkomstig uit Friesland. Hij was aanvankelijk onderwijzer, maar kreeg later gelegenheid om theologie te gaan studeren. Willem kwam toen in aanraking met het marxisme. Na zijn studie werd hij vrijzinnig-hervormd predikant en later (1946-1958) buitengewoon hoogleraar kerkelijke en wijsgerige sociologie in Leiden. Hij was daarmee een van de grondleggers van de godsdienstsociologie in Nederland.

### Religieuze en wetenschappelijke activiteiten

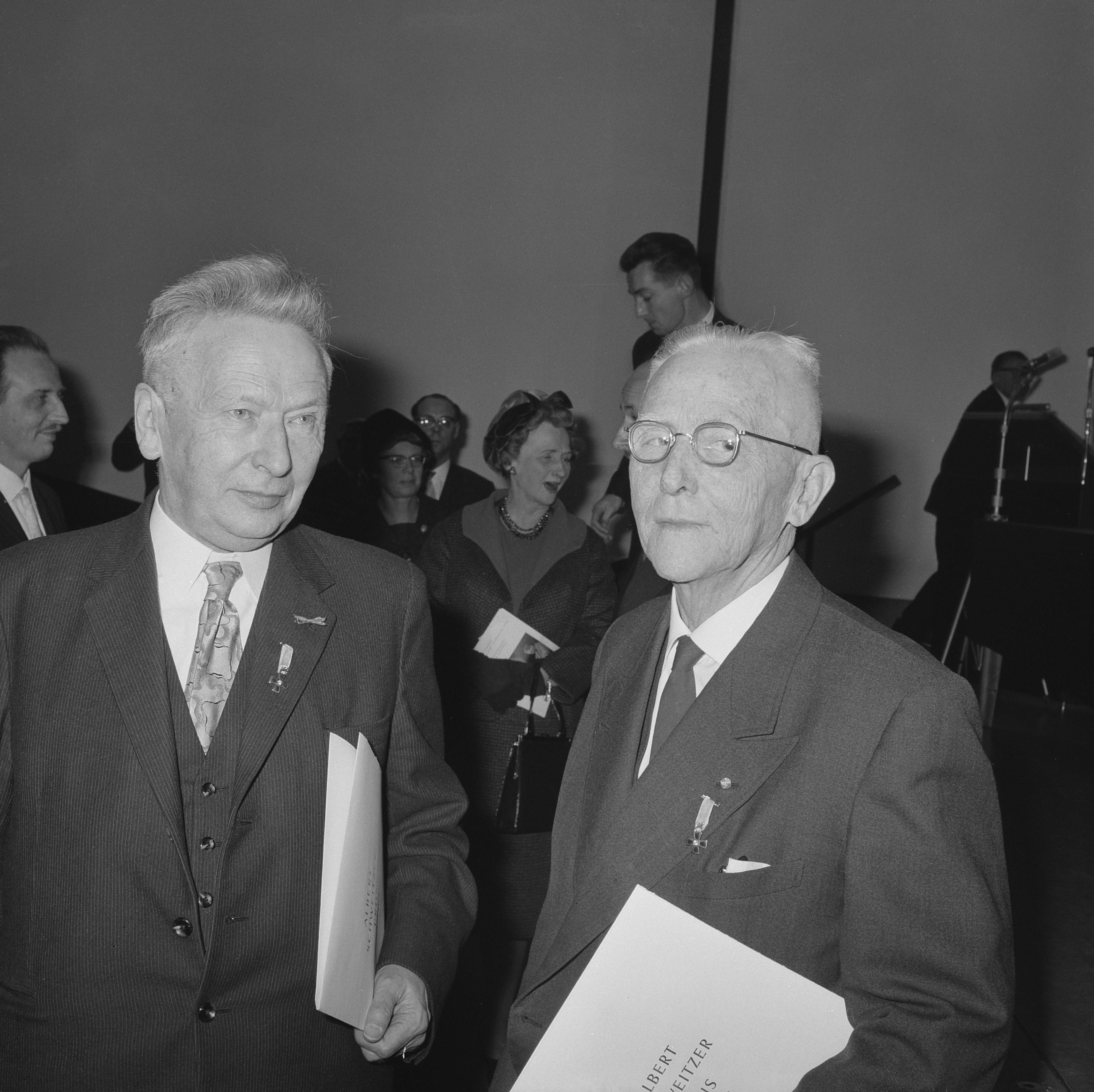
Banning (links) bij de uitreiking van de Albert Schweitzerprijs 1963

Vanaf eind jaren 1920 werd hij de voorman van de religieus-socialistische beweging in Nederland. Hij was voorzitter van de Arbeidersgemeenschap der Woodbrookers en directeur (1945-1953) van het centrum Kerk en Wereld in Driebergen. Dit was een vormingscentrum van de Nederlands Hervormde kerk, en is later overgegaan in de Hogeschool De Horst. De Woodbrookers gaven het blad Tijd en Taak uit, waarvan Banning hoofdredacteur was.
Na de oorlog was hij een voorvechter van hervormingen in de Nederlandse Hervormde Kerk. Hij richtte het blad Wending op, met als ondertitel maandblad voor evangelie en cultuur.
Hij was ook een productief publicist; hij schreef o.a. een biografie van Karl Marx, over Europa en de dreiging van het fascisme en veel over pastoraat en praktische theologie. Zijn boek Hedendaagse sociale bewegingen (1938) was decennialang een standaardwerk. Op een ledenvergadering van de VVP (Vereniging van Vrijzinnige Protestanten) in 2013 werd hij verkozen tot de belangrijkste vrijzinnige theoloog van Nederland.

### Politieke activiteiten
Banning was ook een vooraanstaand christen-pacifist en partijbestuurder van de SDAP (1931-1938). Tijdens zijn internering in het kamp Sint-Michielsgestel, van mei 1942 tot december 1943, was hij een van de Heeren Zeventien. Na de bevrijding werd hij actief in de Nederlandse Volksbeweging die de aanzet gaf tot de Doorbraak. Hij was voorzitter van het oprichtingscongres van de PvdA in 1946 en lid van het hoofdbestuur.
De Banning Vereniging voor religie, levensbeschouwing en sociaal-democratie (verbonden aan de PvdA) is naar hem vernoemd.

## Werken
- Hedendaagse sociale bewegingen: achtergronden en beginselen, 1e druk 1938; achtste, omgewerkte druk Deventer: Van Loghum Slaterus, 1964; negende druk 1973; tiende druk 1974; 13e geheel herziene druk door H.E.S. Woldringh, Houten [etc.]: Bohn Stafleu Van Loghum, 1998, ISBN 90-313-2673-9
- Europeesche geest: inhouden en vormen van het cultuurleven der Europeesche wereld, Arnhem: Van Loghum Slaterus, 1939.
- Kompas : een toelichting op het Beginselprogramma van de Partij van de Arbeid, Amsterdam: Partij van de Arbeid, 1947.
- Het vraagstuk van de arbeid, 2e verbeterde druk, Den Haag: Albani, 1949.
- Inleiding tot de sociale ethiek, Den Haag: Servire, 1949; 4e druk, 1975.
- (redactie) Handboek pastorale sociologie, 7 delen, 's-Gravenhage: Boekencentrum, 1953-1962.
- (red., met J.S. Bartstra): Nederland tussen de natiën: een bijdrage tot onze cultuurgeschiedenis, 2 delen, Amsterdam: Ploegsma, 1956-1958.
- Maatschappij, kerk en evangelie: in drie perioden der Europese geschiedenis: een sociologische studie, Arnhem: Van Loghum Slaterus, 1957.
- Typen van zedeleer: grepen uit de geschiedenis der niet in godsdienstig geloof gefundeerde ethiek: een eerste inleiding, 2e omgewerkte en uitgebreide druk, Haarlem: Bohn, 1958; 5e druk, herzien door A. Van Biemen, 1972.
- Karl Marx: leven, leer en betekenis, 1e druk Utrecht: Het Spectrum, 1960; 14e druk Utrecht: Het Spectrum, 1977 ISBN 90-274-4825-6
- (red. W. Engelen): Modern niet-godsdienstig humanisme, Nijmegen: Dekker & Van de Vegt, 1961.
- De mens in sociale en geestelijke verhoudingen: een sociaal wijsgerige studie, Haarlem: Erven F. Bohn, 1963.
- Confrontatie van Oost en West: een vergelijkende analyse van de samenleving in het Westen en het Russische communisme, Utrecht: Het Spectrum, 1965.
- Goed en kwaad: moderne bezinning op ethische normen, Utrecht: Het Spectrum, 1965.